# JR東日本E131系電力動車組
JR東日本E131系電力動車組（日語：JR東日本E131系電車）是JR東日本於2021年3月13日投入服務的新款通勤型列車，本列車於房總、鹿島地區（0番台）、神奈川縣（500番台）、宇都宮和日光地區（600番台）運行。本列車取代車齡已高的209系和205系，並改善了安全性，增加車內的信息，並且提供無障礙設施，此外還透過運用車載設備監測軌道及設施的狀況，能夠提前發現故障徵兆並採取措施，從而進一步提高安全性和穩定性。而本車最大的特色便是支援一人控制。

## 概要
研发此型车辆的目的是满足房总地区电气化单人值守区间使用。2020年5月12日正式对外公开。
在相同区间已有209系2000・2100番台以四节或六节编组运行，但为了达成以下三个要求，导入了新造车辆：根据线路与区间各自的使用情况灵活地配置列车、在短编组列车上搭载线路设备监测装置和车辆状态监测装置以进行有效率的维护、以及为乘客提供更舒适的列车。
此前，房总地区一直使用在其他线区多余而划转来的211系与209系等老旧车辆。因此，这是自国鉄时代引入113系以来，该地区时隔51年首次使用新制列车。
209系采用MM'方式，故最短需要两动两拖的四节编组。相对于此，E131系采用1M方式，最短可以组成两节（一动一拖）的编组。为了配合一人控制，还搭载了可以从驾驶室确认乘降情况的监控器。车体宽大，使用不锈钢制成，在开关与二极管部分、或仅在二极管上使用了碳化硅半导体以降低电能消耗。
2020年7月，两编组四辆列车从综合车辆制作所新津事业所出厂，开始在本线试运行。总计制造了12列两编组列车，即24辆后，于2021年（令和3年）3月13日正式开始运营。
2021年6月17日的一篇新闻报道提到，其将于同年秋季投入相模线、2022年春季投入东北本线（宇都宫线）和日光线运营。
2021年11月18日开始在相模线运营，翌年3月12日开始在宇都宫线和日光线开始运营。

## 歷史
- 2020年（令和2年）
  - 5月12日：JR東日本宣布會為房總和鹿島地區引入E131系，是為0番台，有2輛編組12列共計24輛，並預計2021年春季投入服務。[1]
  - 7月16日：E131系的第1及第2編成（R01及R02編成）出場並於羽越．白新線的新津至羽生田間試車。[13][14]
  - 7月21日：R01及R02編成甲種輸送，由EF64 1030號機負責輸送到京葉車輛基地，當晚更自力駛往幕張車輛基地。[15][16]
  - 8月3日起：R01編成於外房線的幕張至上總一之宮站間試車。[17]
  - 8月24日：R03及R04編成出場出場並於羽越．白新線的新津至羽生田間試車。[18]
  - 8月28日：R03及R04編成甲種輸送，由EF64 1032號機負責。[19]
  - 10月6日：R05及R06編成出場出場並於羽越．白新線的新津至羽生田間試車，並且從此兩列起，出廠時已經安裝了閉路電視。[20]
  - 10月10日：R05及R06編成甲種輸送，由EF64 1030號機負責。[20]
  - 11月26日：R07及R08編成甲種輸送，由EF64 1031號機負責。[21]
- 2021年（令和3年）
  - 2月8日：R09及R10編成出場出場並於羽越．白新線的新津至羽生田間試車。[22]
  - 2月12日：R09及R10編成甲種輸送，由EF64 1030號機負責。[23]
  - 2月18日：JR東日本向傳媒公開此列車。[24]
  - 3月2日：於勝浦站舉行展示會。[25]同日，80番台出廠，為R11編成。[26]
  - 3月3日：於館山站舉行展示會。[25]
  - 3月6日：於潮來站舉行展示會。[25]
  - 3月13日：時刻表改正此列車於内房線木更津 - 安房鴨川站間、外房線上總一之宮 - 安房鴨川站間、成田線成田 - 香取站間、鹿島線香取 - 鹿島神宮站間正式投入服務。[27]
  - 3月19日：最後一列房總用的E131系出廠，為R12編成及80番台。
  - 6月17日：JR東日本宣布會為相模線和橫濱線地區引入E131系，是為500番台，並預計2021年秋季投入服務[2]。此外，1小時後宣佈將在2022年春在日光線和宇都宮線（黑磯站～小山站）投入服務[3]。
  - 11月18日：500番台相模線（茅崎 - 橋本站間）以及橫濱線（橋本 - 八王子站間）投入服務[JR 4][JR 6]。
- 2022年（令和4年）3月12日：600番台於東北本線（宇都宮線・小山 - 黒磯站間）以及日光線（宇都宮 - 日光站間）投入服務[JR 5][JR 7]。同日，500番台於相模線（茅崎 - 橋本站間）實施單人運轉並取消橫濱線（橋本 - 八王子站間）直通運轉[JR 8][JR 9]。同時0番台於成田線（成田 - 佐原站間）實施單人運轉[JR 10]。

## 設備
本列車設計是以E129系作為藍本，只是車門從3門換成4門，因此很多設備都與E129系相同。但不同的是每卡安裝了一個閉路電視。此外，車廂上的緊急通話裝置增加至四個，以提高安全性。因為本列車是一人運輸，所以與E531系一樣，在車輛側面安裝了鏡頭，以觀察乘客上落列車。本列車還有部分編成安裝了軌道監視器，能夠提高安全性。至於車內設備，座椅闊460 mm，比原有的列車寬闊，車門使用E235系同款車門，車門中的黄色線有漸變效果。一些車門上安裝了一個17寸的LCD顯示屏，以提供列車消息。與E235系一樣，把輪椅和嬰兒車的空間畫成粉紅色。

## 特徵
由於本列車可以多列列車一起連結，所以車頭配置了自動車鈎及電路連結器。而且因應駕駛員的意見，駕駛室車門前方的窗會降低及增大，以增加駕駛員的視覺。

## 番台區分
現在有分7種番台，分別為0番台、80番台、500番台、580番台、600番台、680番台和1000番台。

### 0番台・80番台（房總・鹿島地區）
用於内房線、外房線、成田線和鹿島線的列車，共有12列24輛，其中兩列80番台搭載線路檢查裝置；於2021年3月13日投入服務，取代209系2000番台及2100番台。
塗裝
車輛外觀設計塗裝代表房總海洋的亮藍色，而黃色則是油菜花的顏色；此外，車頭有一些圓點花紋，反映出房總的海浪。
車內
列車車內的座椅是黃藍色，並於由每卡的駕駛室的第3至4門中以「非」字型擺放座位，其餘為橫排座位，以增加載客量；但是，80番台搭載線路檢查裝置，因此該番台的部分座位安排因安裝的設備而異；兩者坐墊設計顏色與外觀塗裝相同。
80番台設有線路檢查裝置，因佔用了部份床下機器的位置，所以將一些機器放入車箱內，車內有機器室，車窗比0番台細。其他設備與0番台相同。
千葉方向的車箱上更有一個可供輪椅人士使用的洗手間。
編組方式
此列車控制系統最大可負荷3列兩輛編組（即2+2+2）。

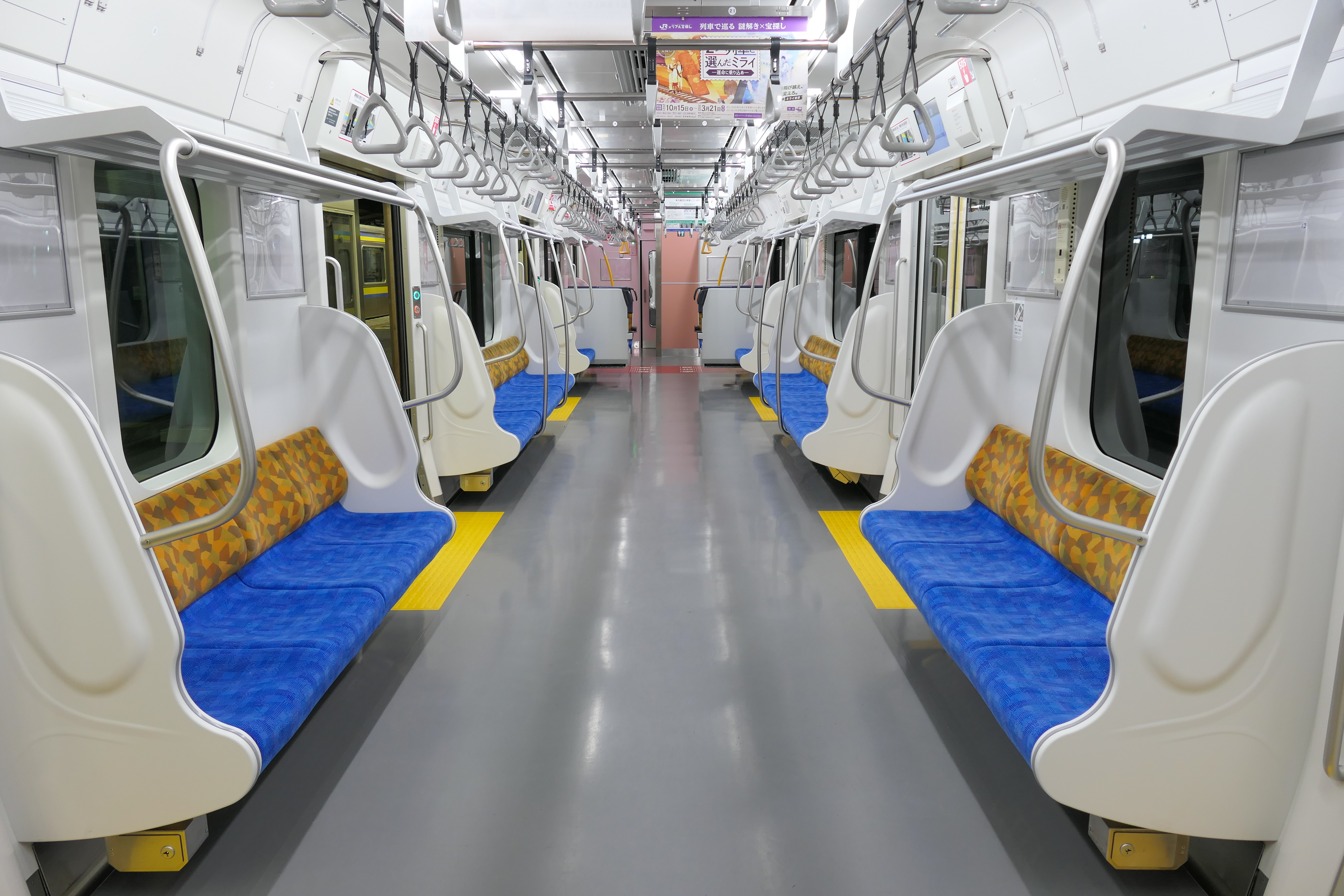
橫排座位
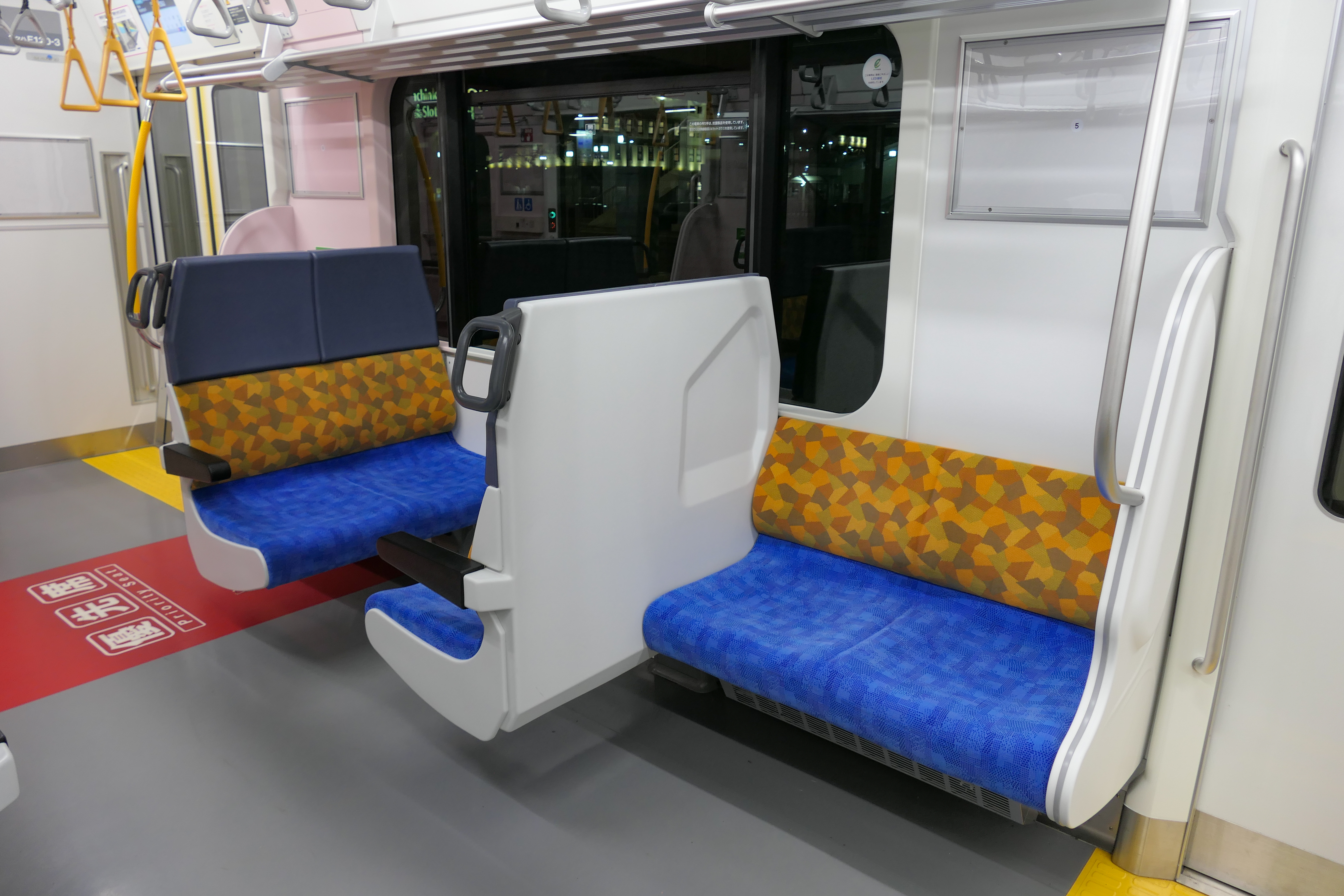
縱排座位（0番台）
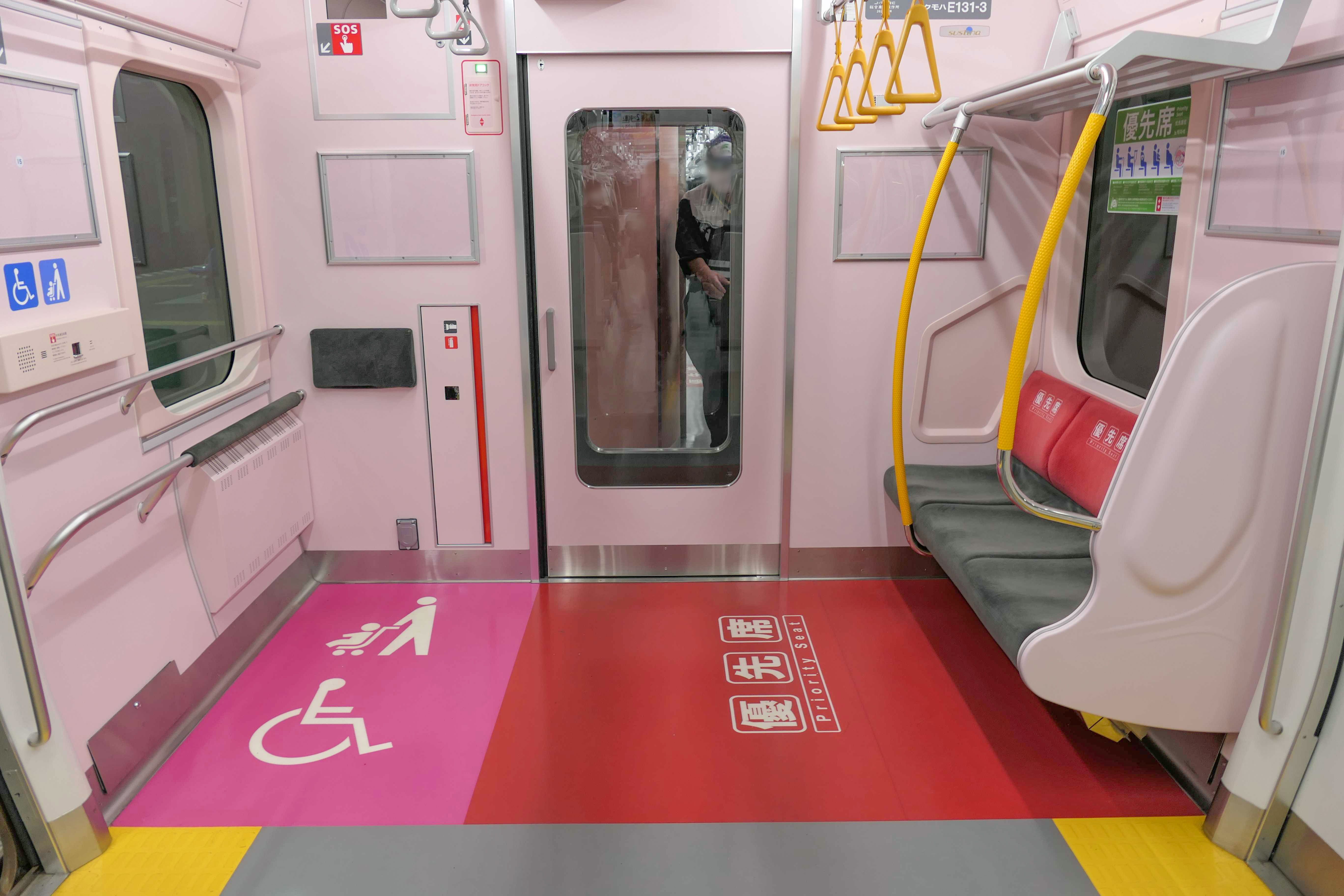
無障礙空間・優先席（0番台）
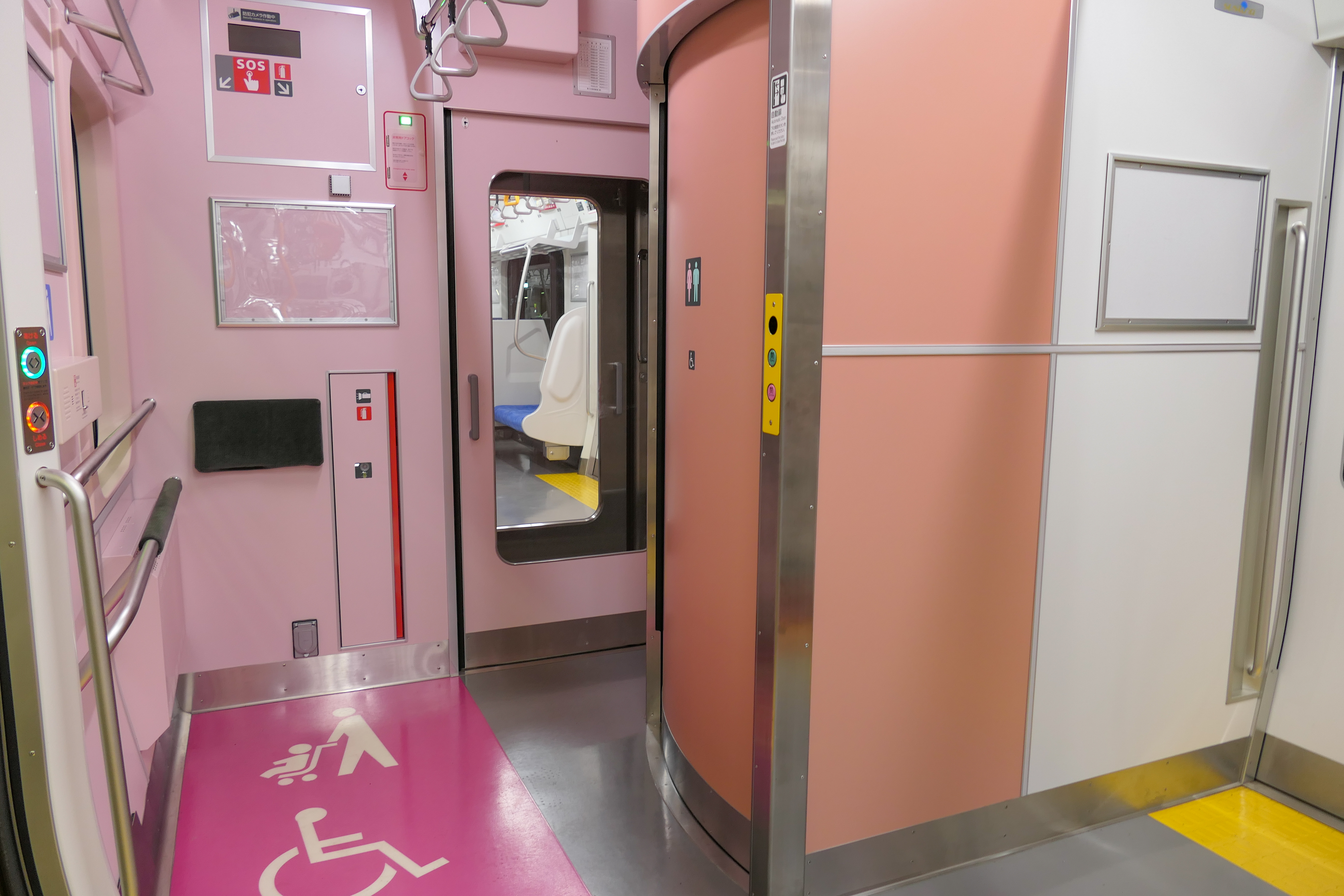
洗手間
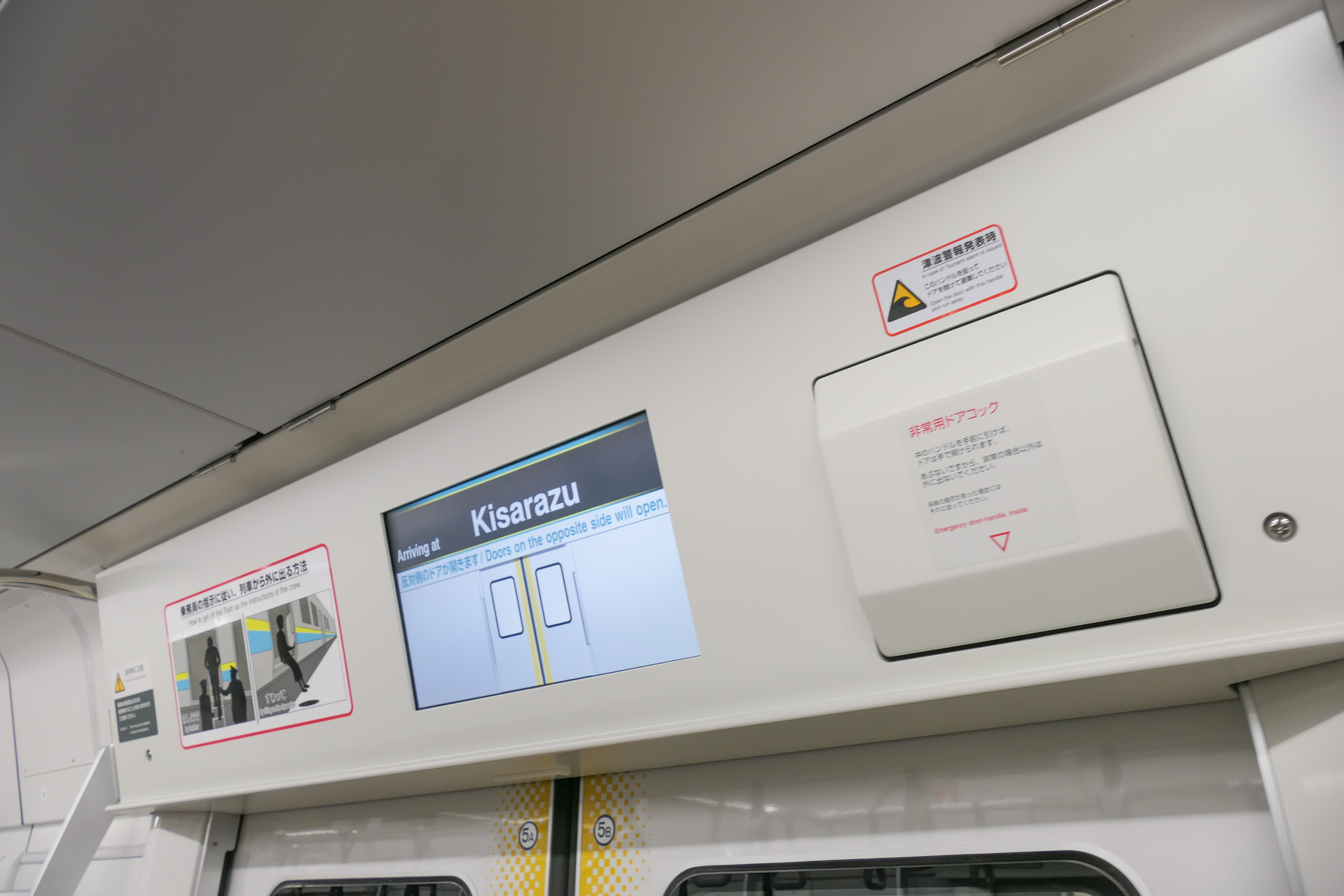
車内旅客資訊顯示器
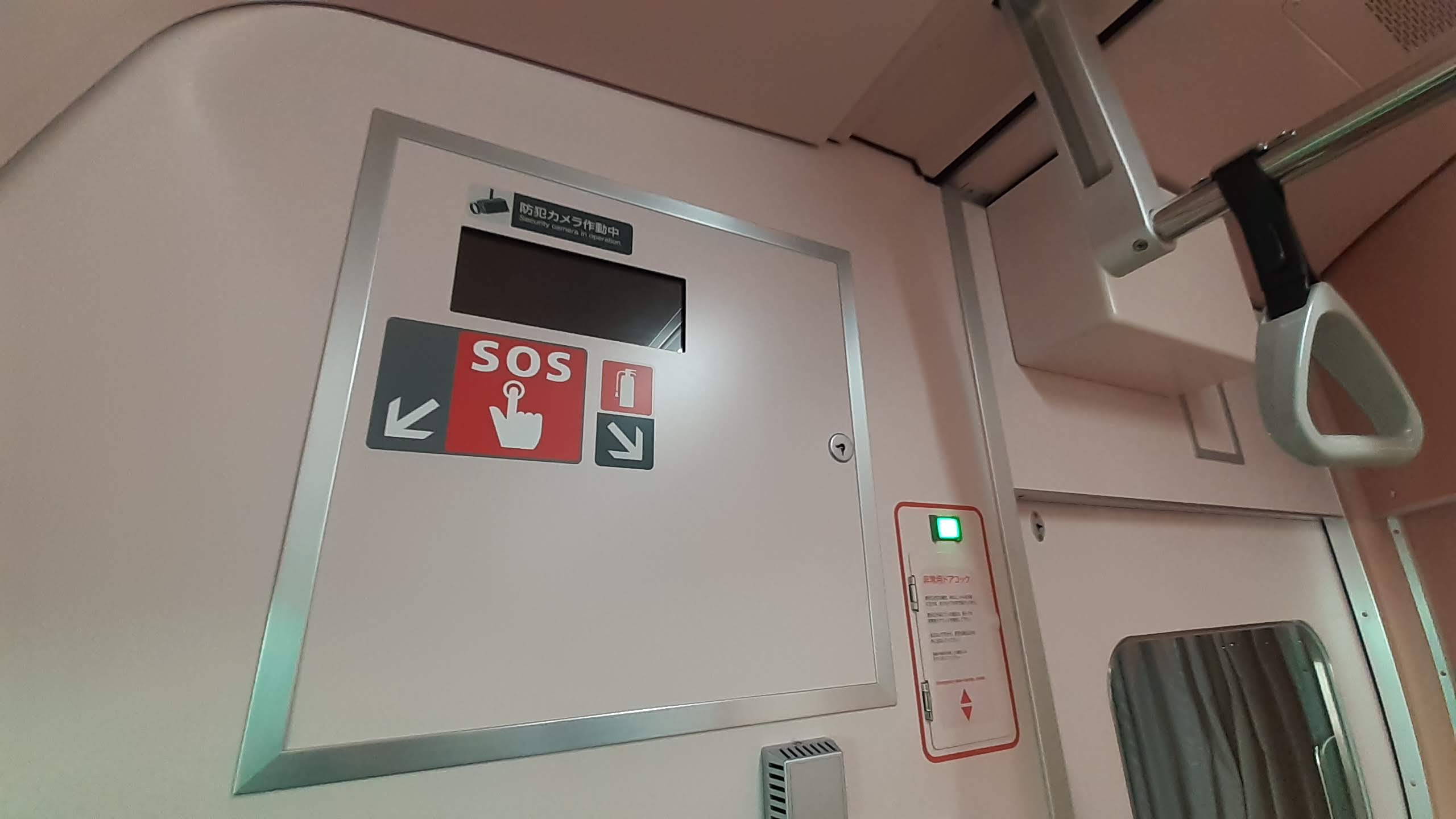
車內監視器（0番台）

編組表
0番台
| 車廂   | 2      | 1      |
| 型式   | M'c    | M      |
| 設備   | SIV CP | < VVVF |
| 車號   |        |        |
| 載客量 | 135    | 142    |

80番台
| 車廂   | 2      | 1      |
| 型式   | M'c    | M      |
| 設備   | SIV CP | < VVVF |
| 車號   |        |        |
| 載客量 | 130    | 137    |

圖例：
- ：洗手間
- <：集電弓

### 500番台・580番台（相模線用）

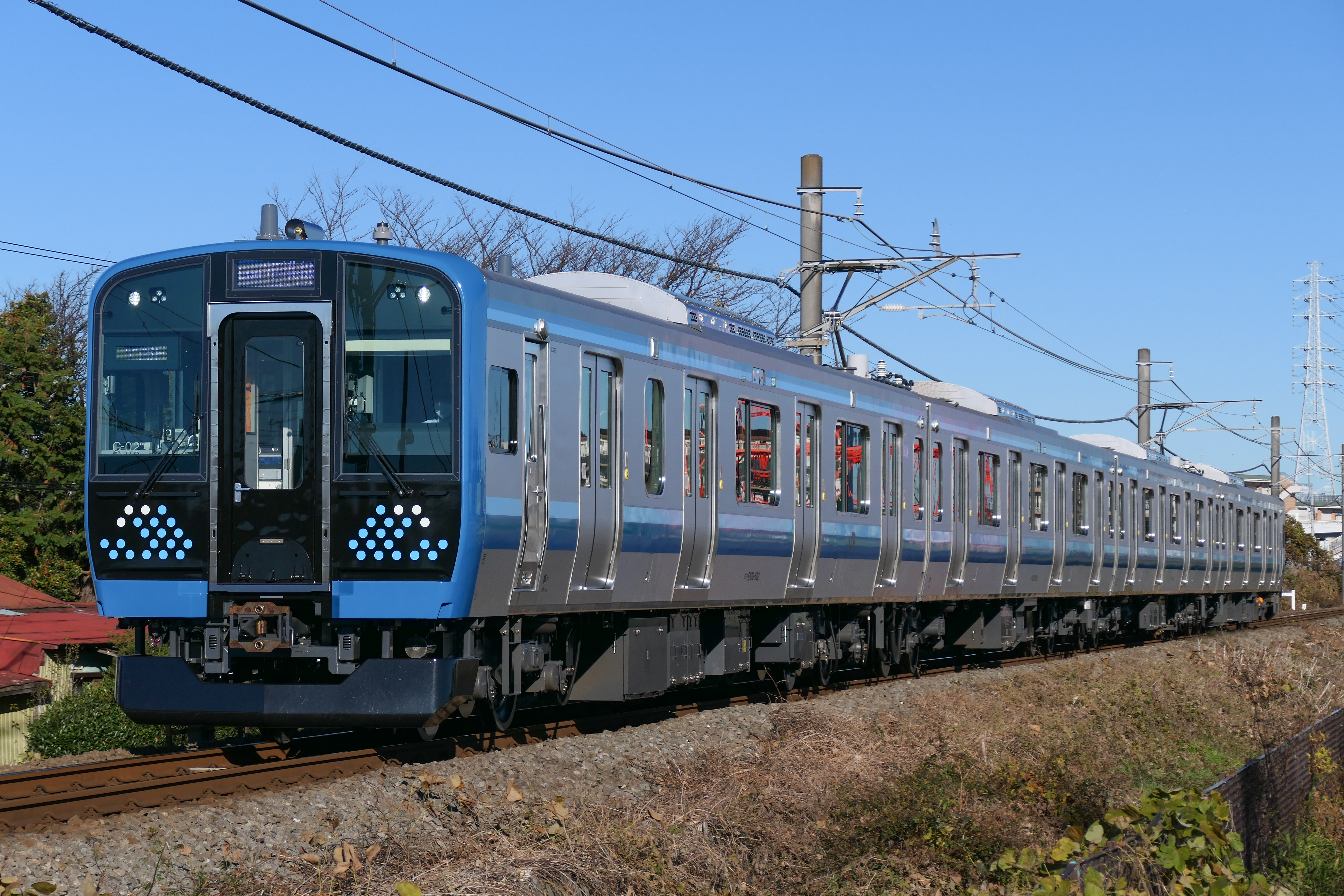
500番台

用於相模線的列車，共有12列48輛，於2021年11月18日投入服務，並全數取代老化的205系500番台。
塗裝
車頭的波點是代表湘南大海中流動的波浪，車身配以兩條深淺不同的藍色色帶，代表出遠處湘南大海中的海水。
車內
列車車內的座椅是淺藍色與深藍色，代表相模川的河水和湘南大海的海水。座位以「一」字排開。而本車沒有設置洗手間。。
由於未考慮連結運營，因此未安裝其他系列中安裝的電氣车钩；部分編組的拖車(T車)有安裝鋼軌潤滑器；從0與80番台的變化來看，車輛信息管理設備的控制傳輸正在進行中，以期待CBM目標設備的審查和未來的功能擴展。。

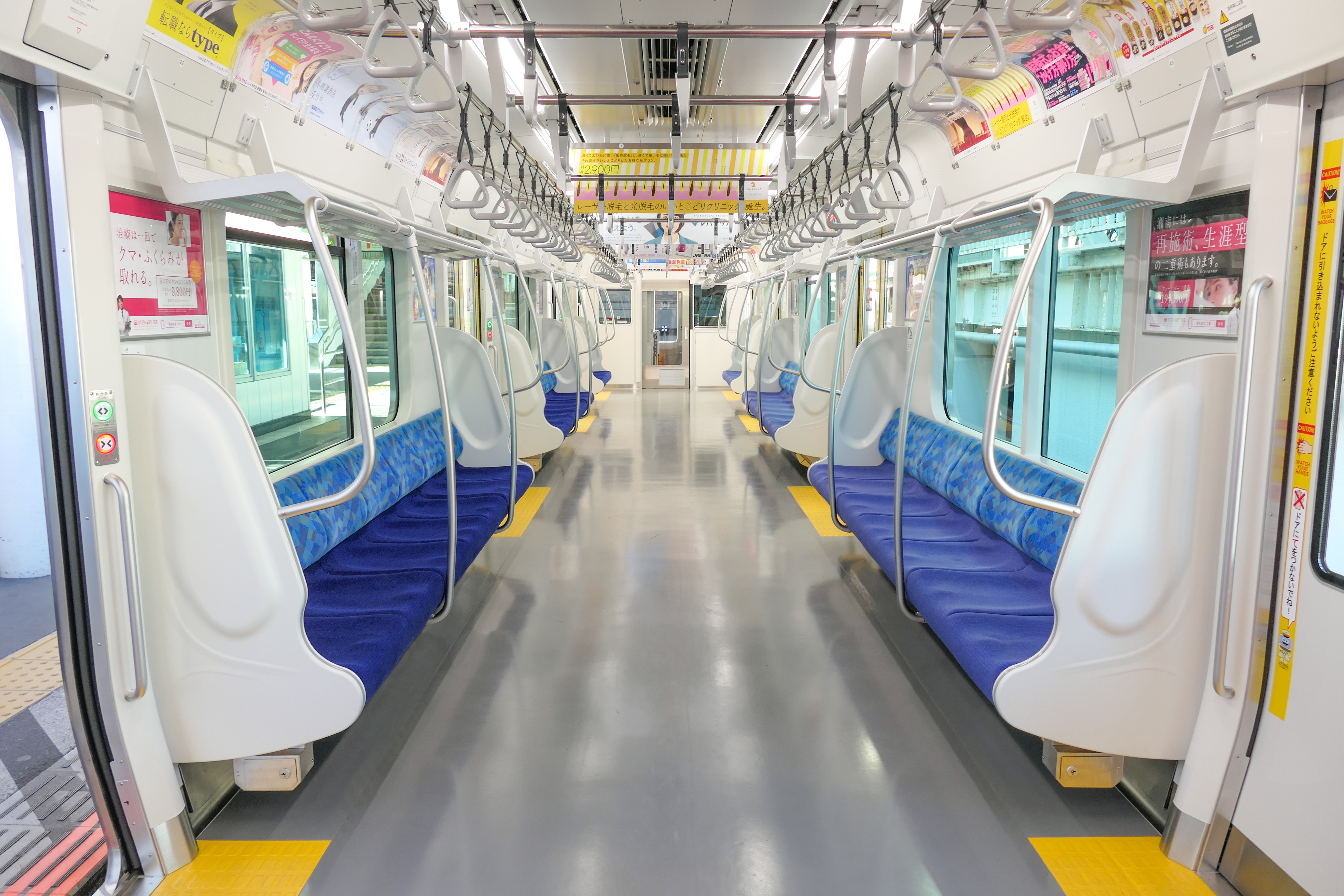
車内（500番台）
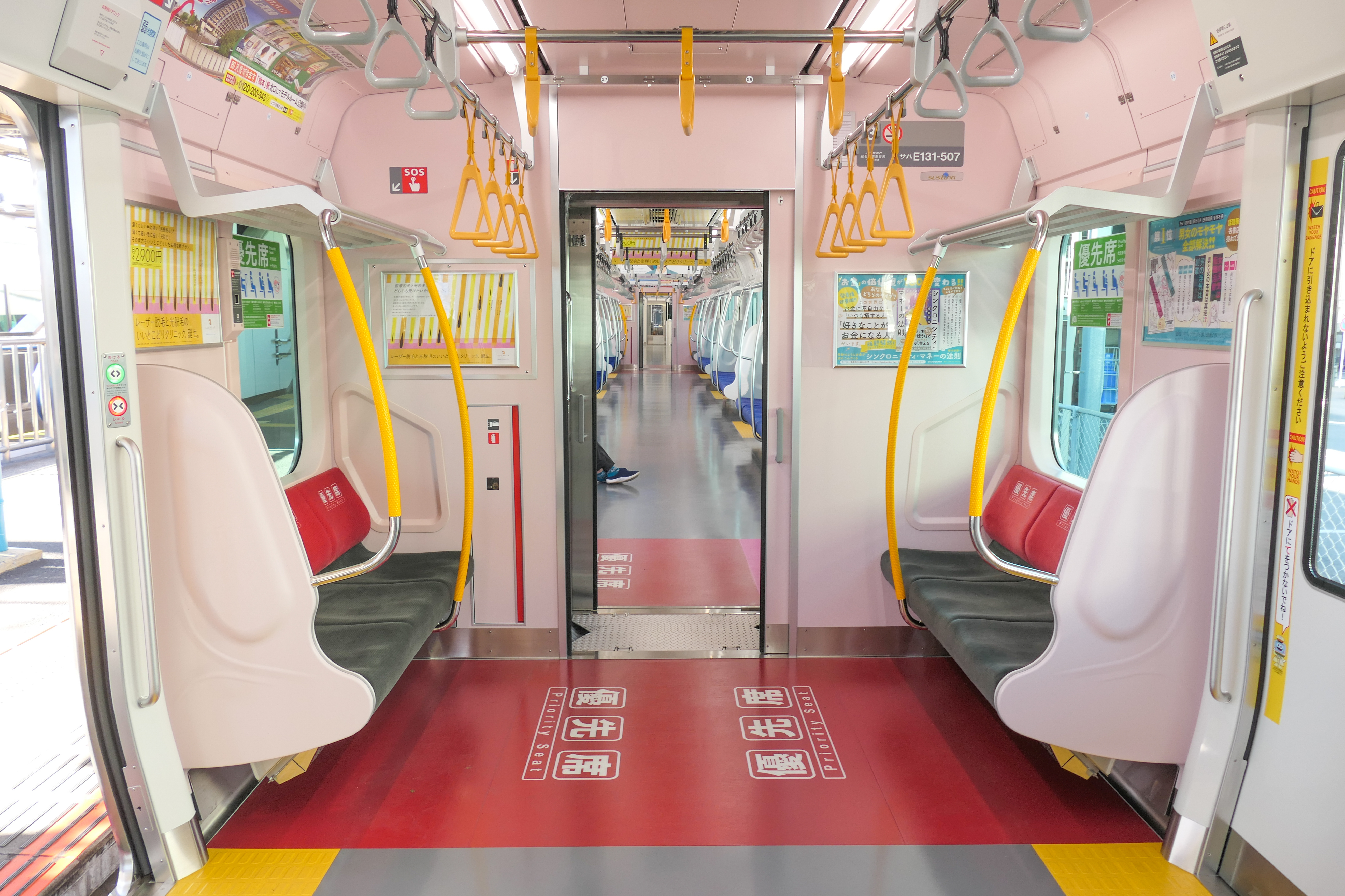
優先席（500番台）
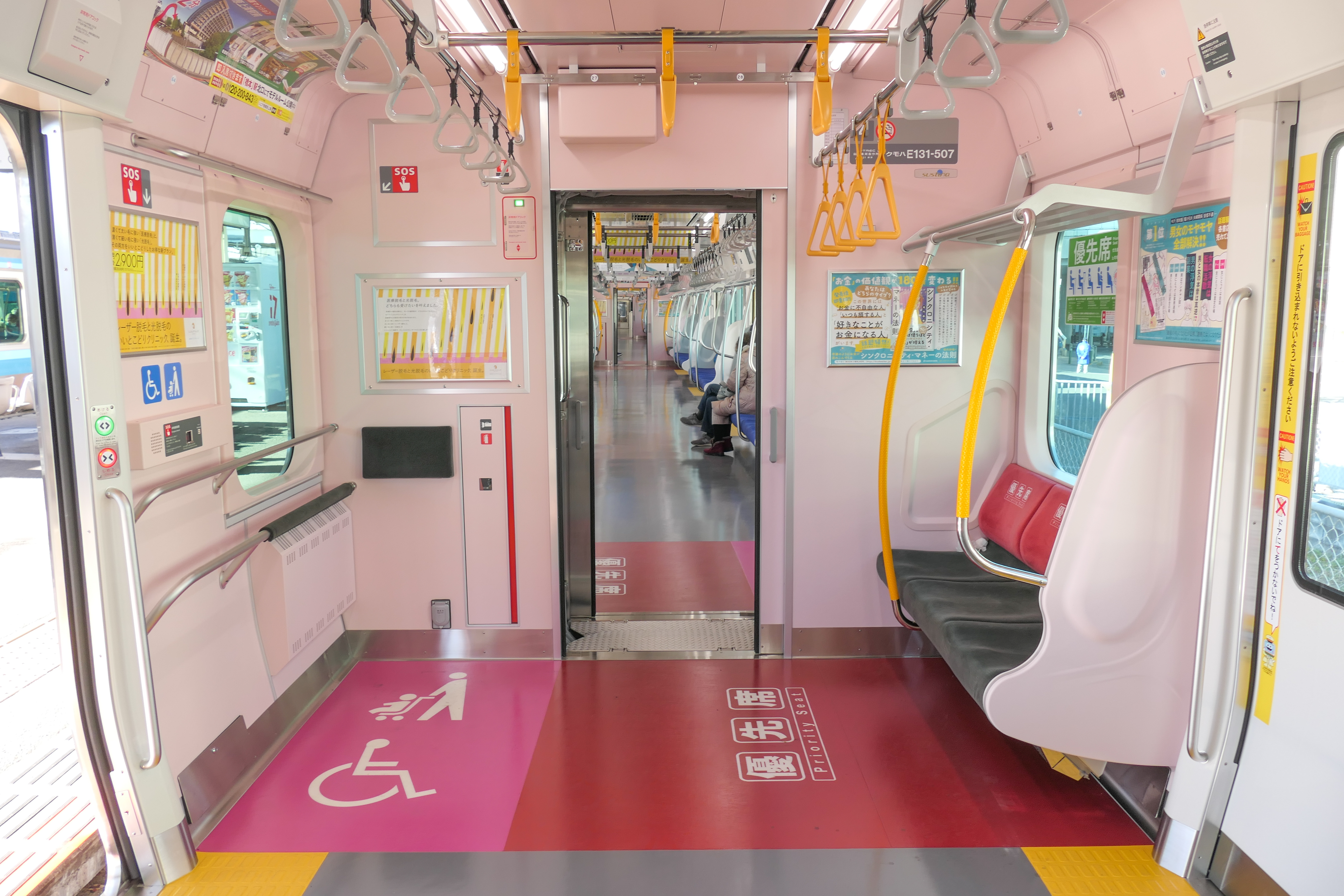
無障礙空間・優先席（500番台）
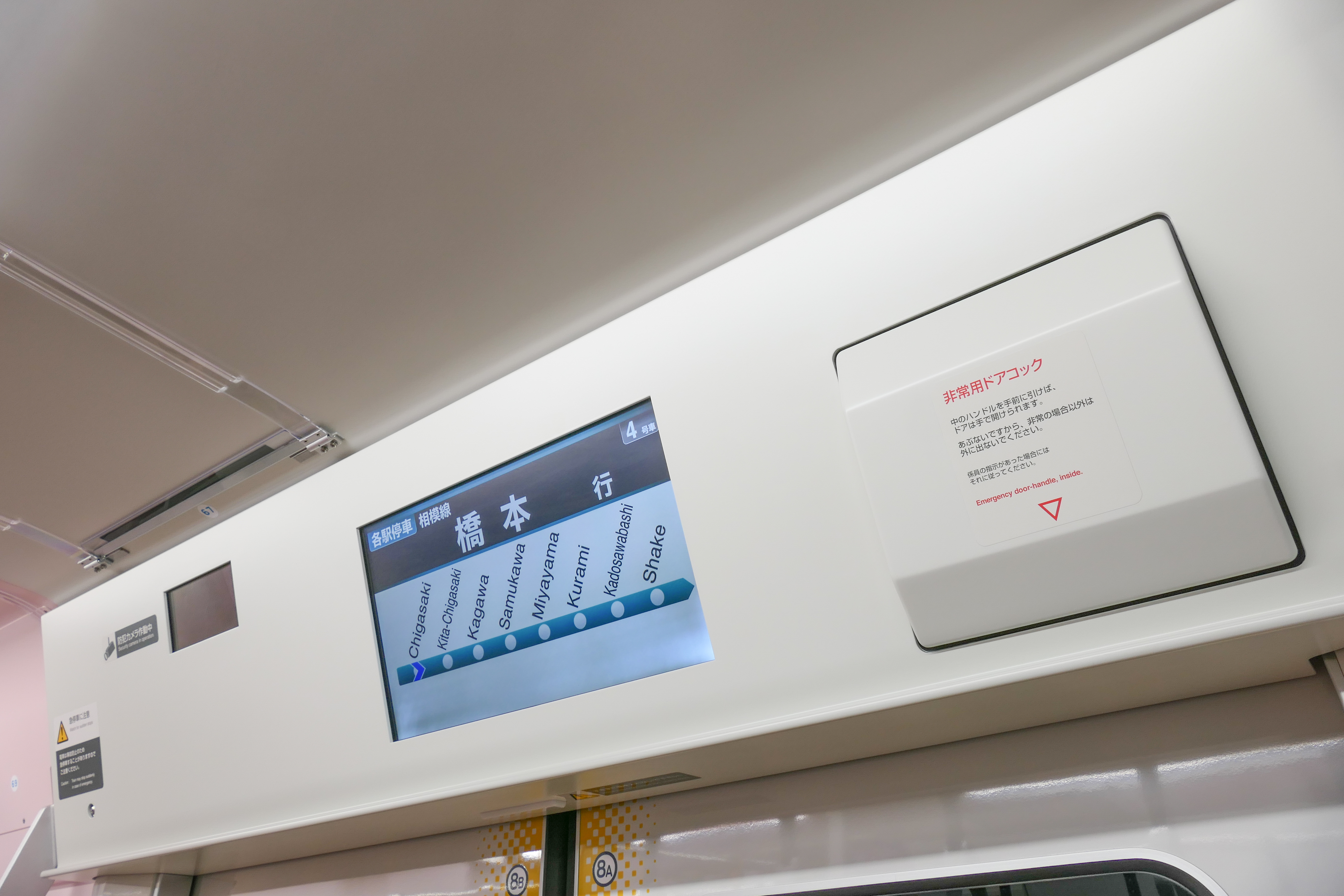
車内旅客資訊顯示器

### 600番台・680番台（宇都宮・日光線用）
塗裝

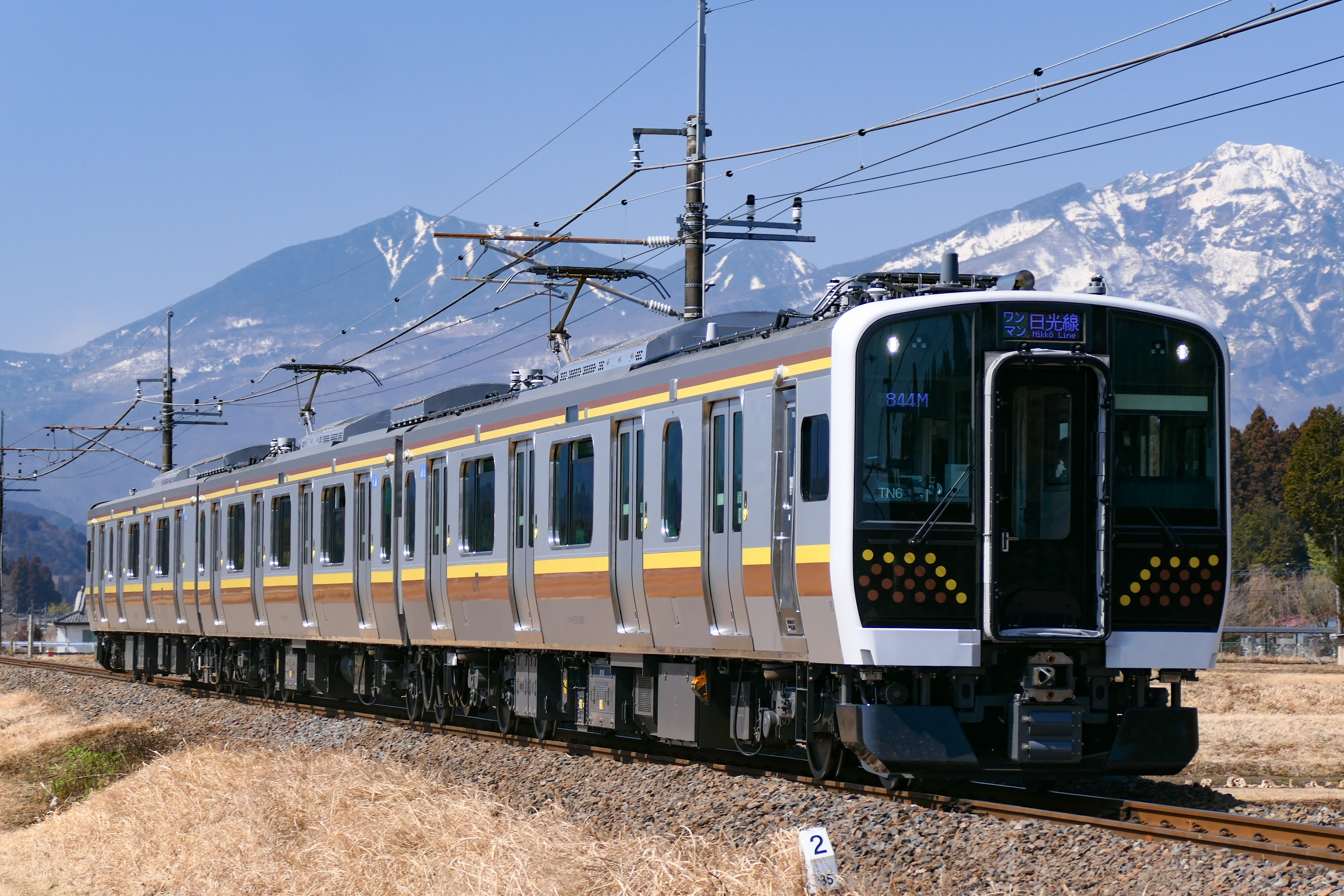
600番台

車體塗裝繼承了日光線列車的復古風格，黃啡色代表宇都宮的火焰鼓和日光的神社和寺廟。。
車內
列車車內的座椅是橙色與啡色，並以「一」字排開；而則設有無障礙洗手間。。
為在寒冷地區行駛，前車配備鏟雪除霜受電弓（僅限Mc車），所有車均配備門軌加熱器，以防止凍結。此外，由於行駛在斜坡線段，因此配備了放沙裝置（放沙裝置也安裝在中間車小山和日光方向的轉向架上）、制動斬波器裝置和製動電阻器。。

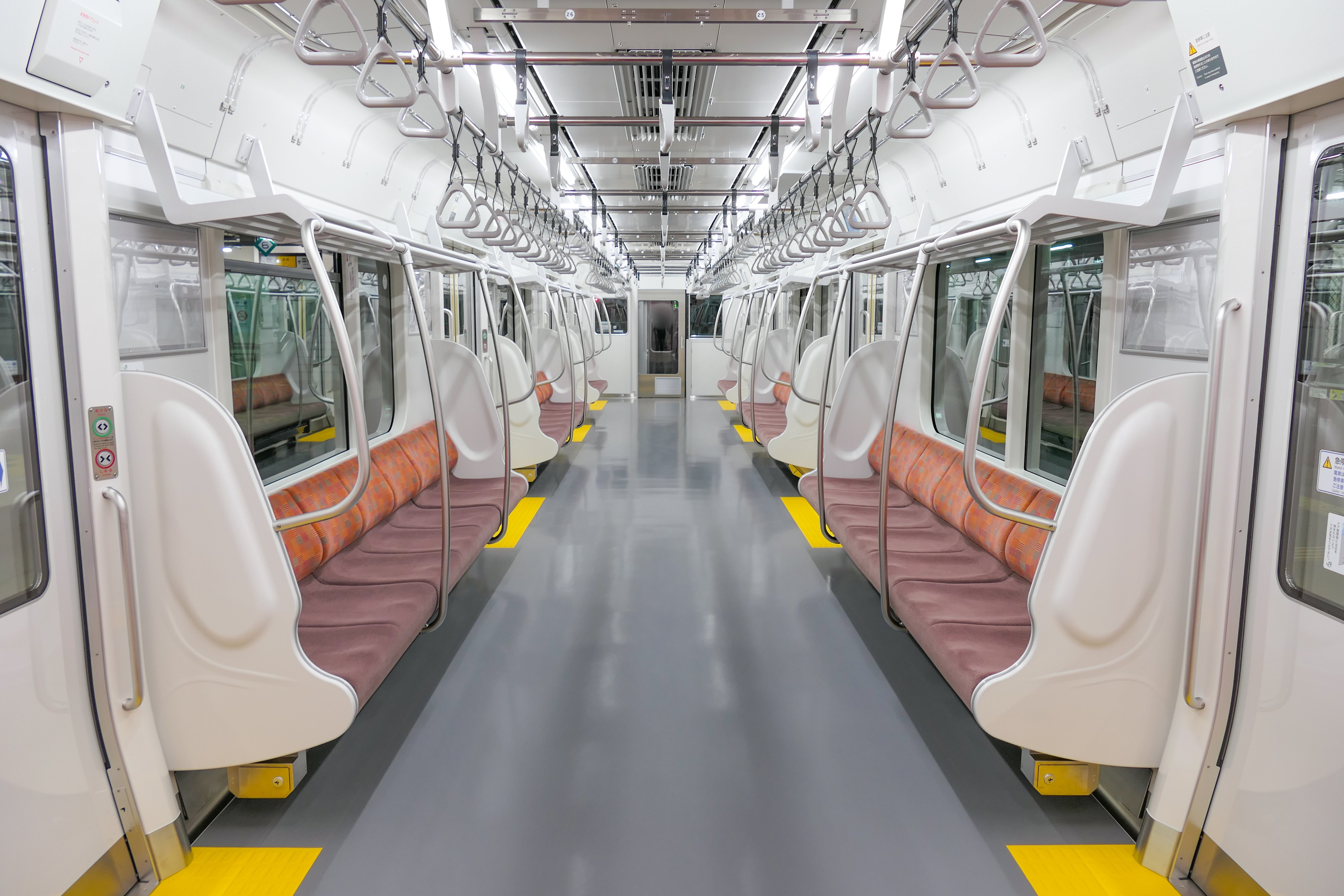
車内（600番台）
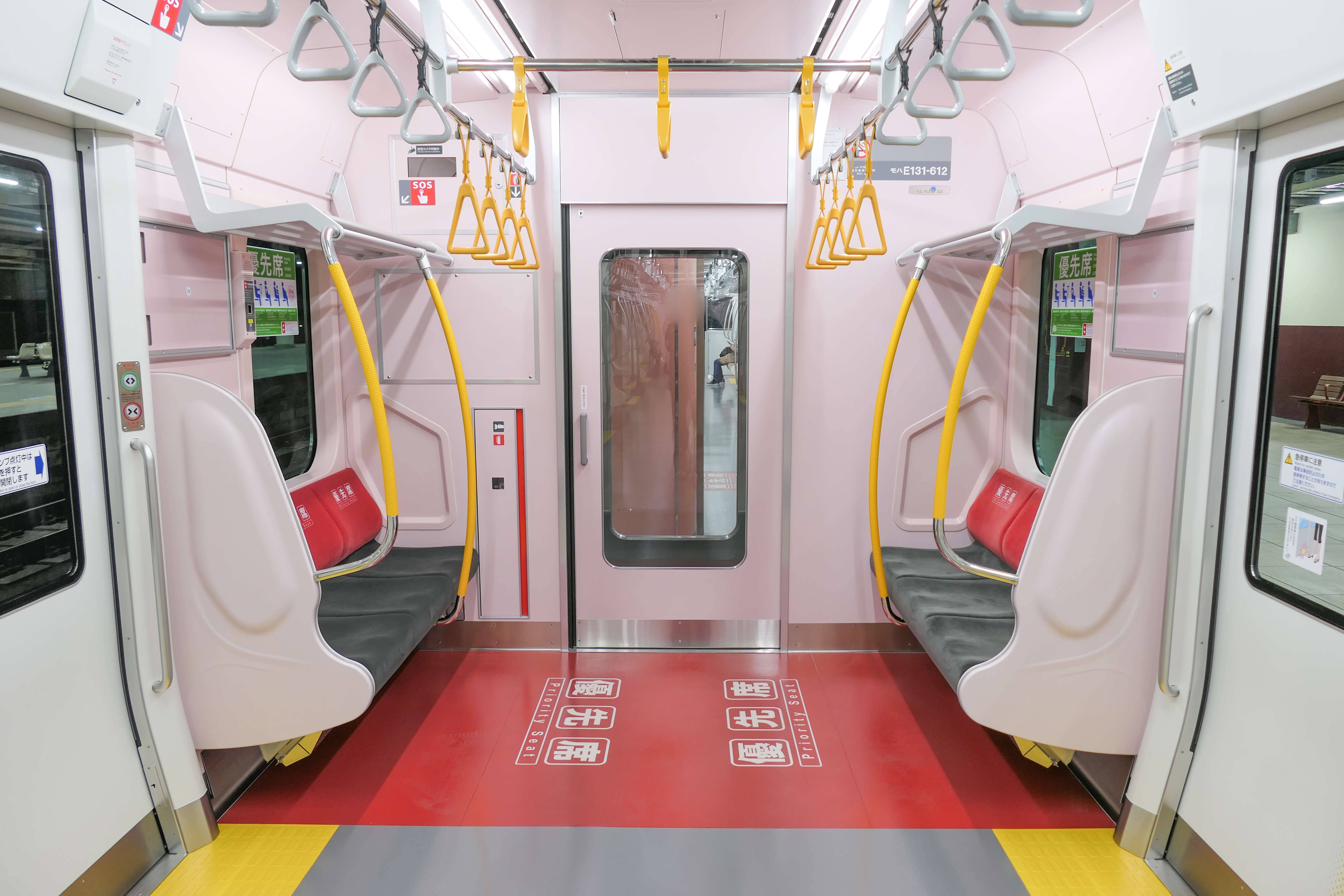
優先席（600番台）
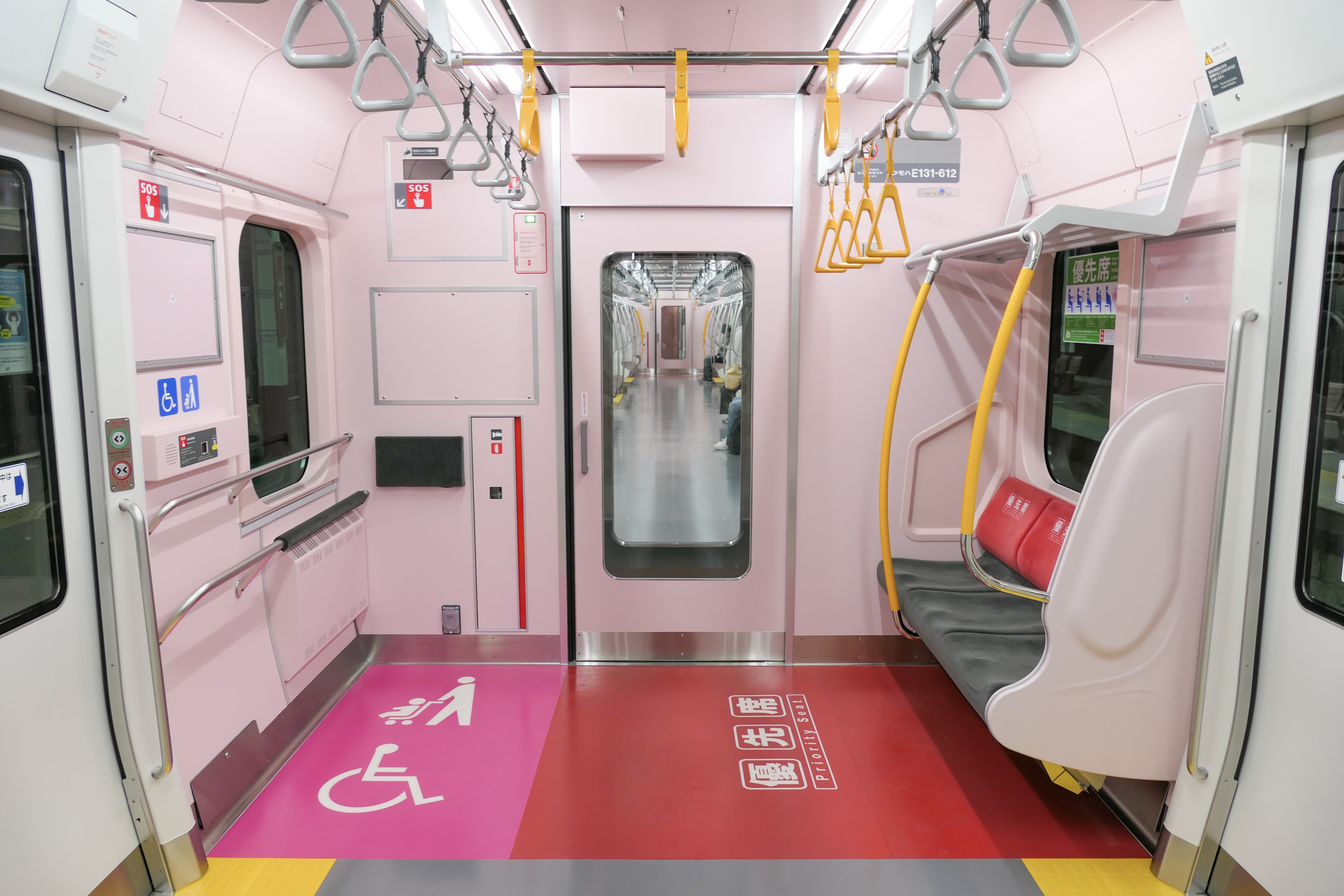
無障礙空間・優先席（600番台）
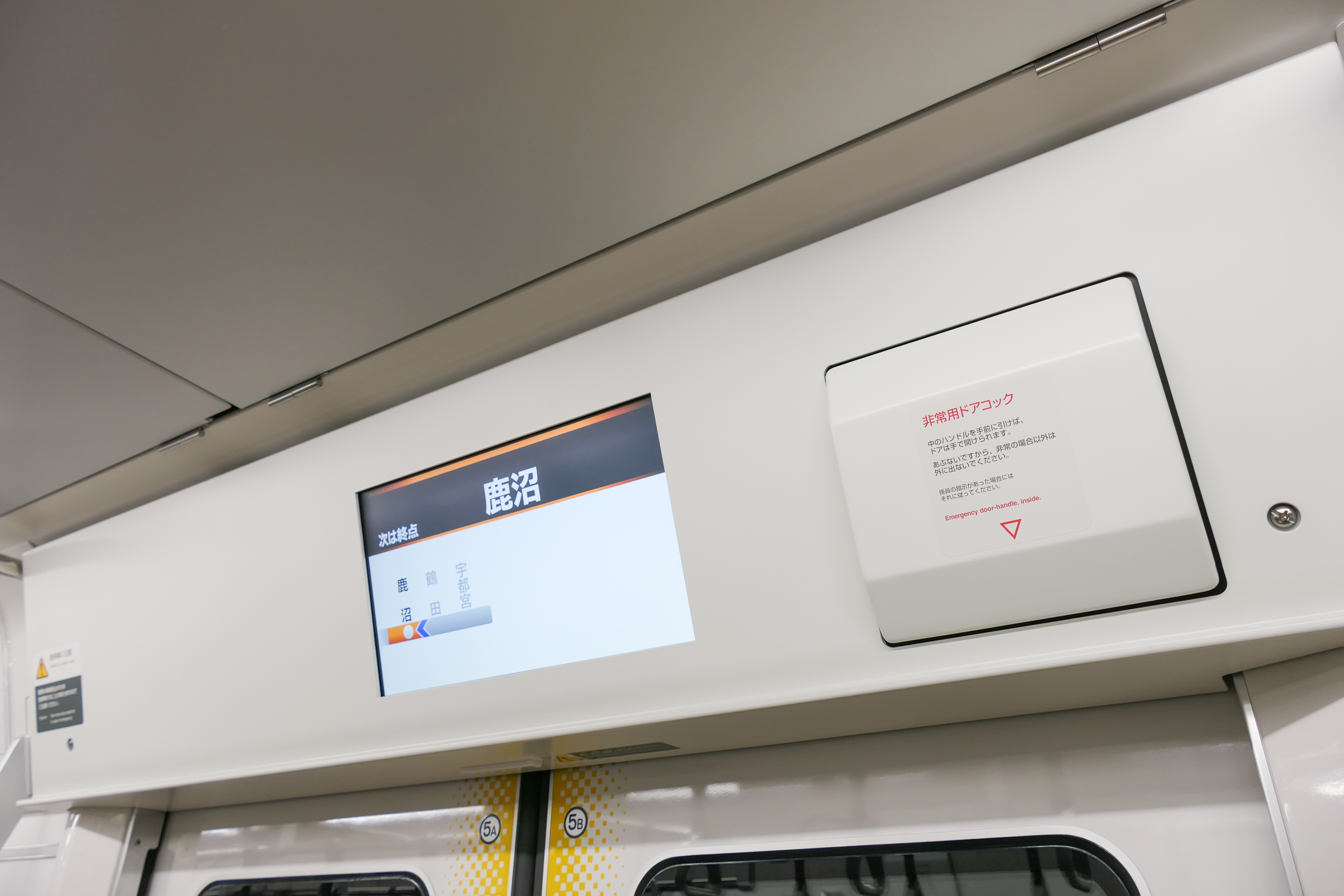
車内旅客資訊顯示器
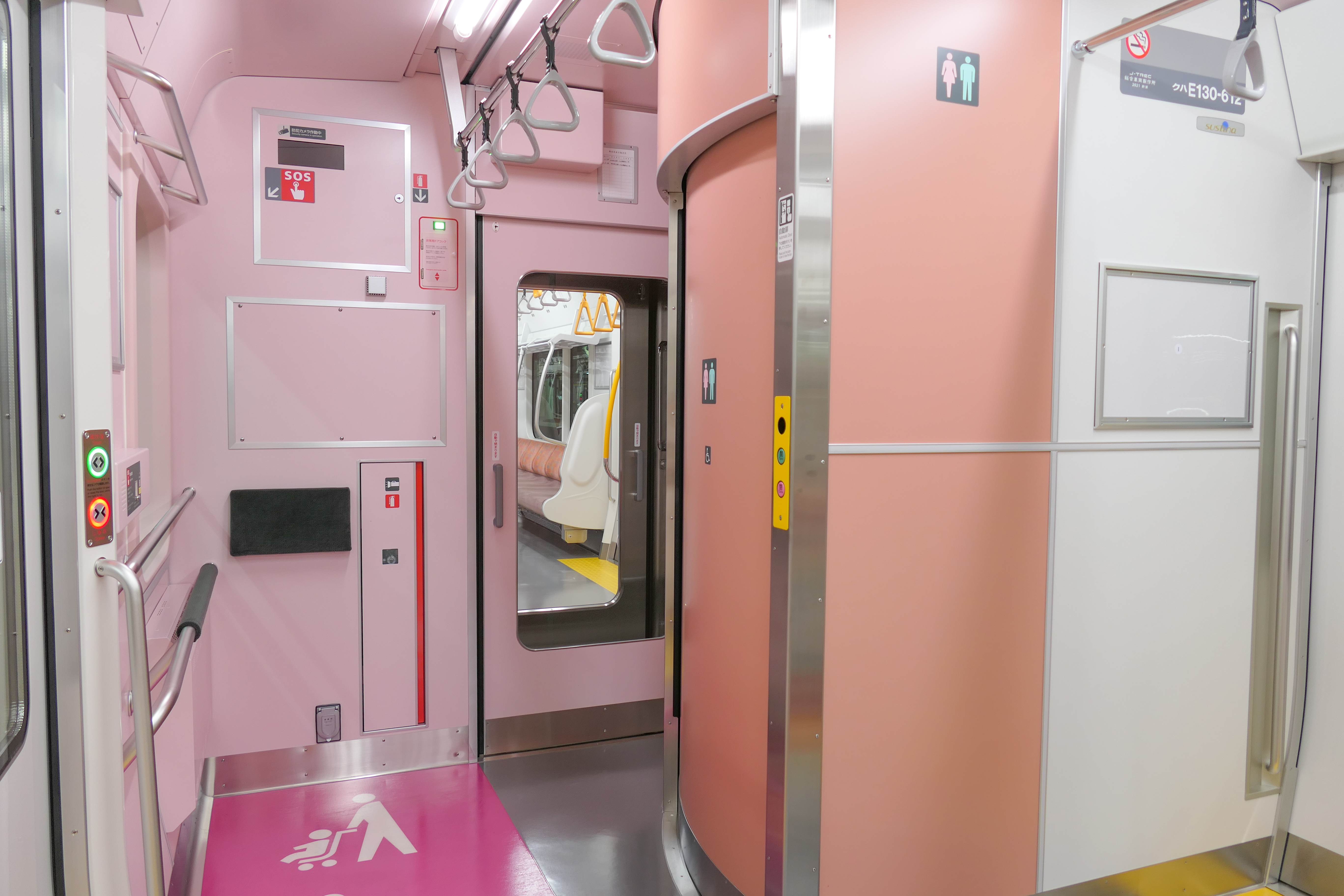
洗手間
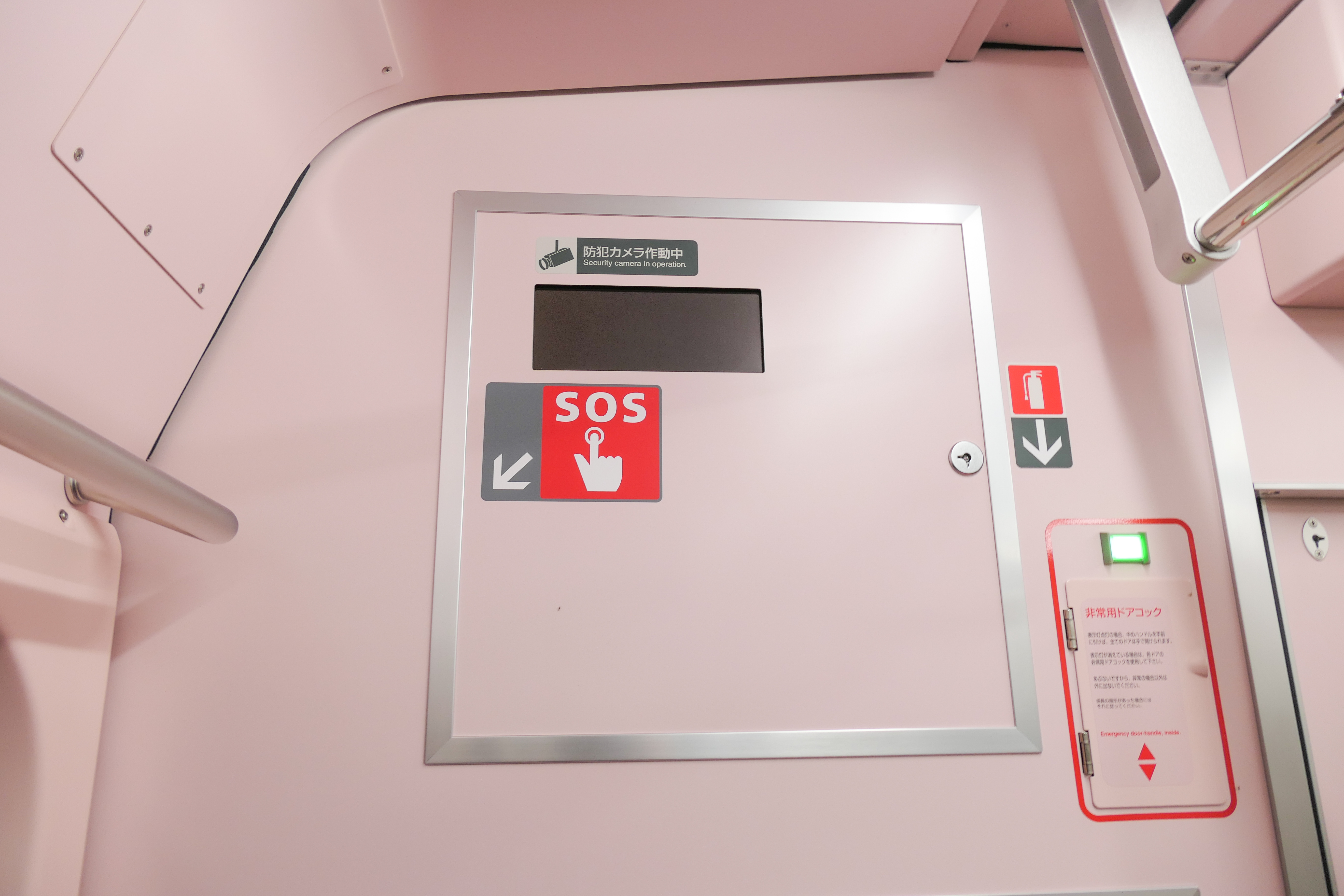
車內監視器（600番台）
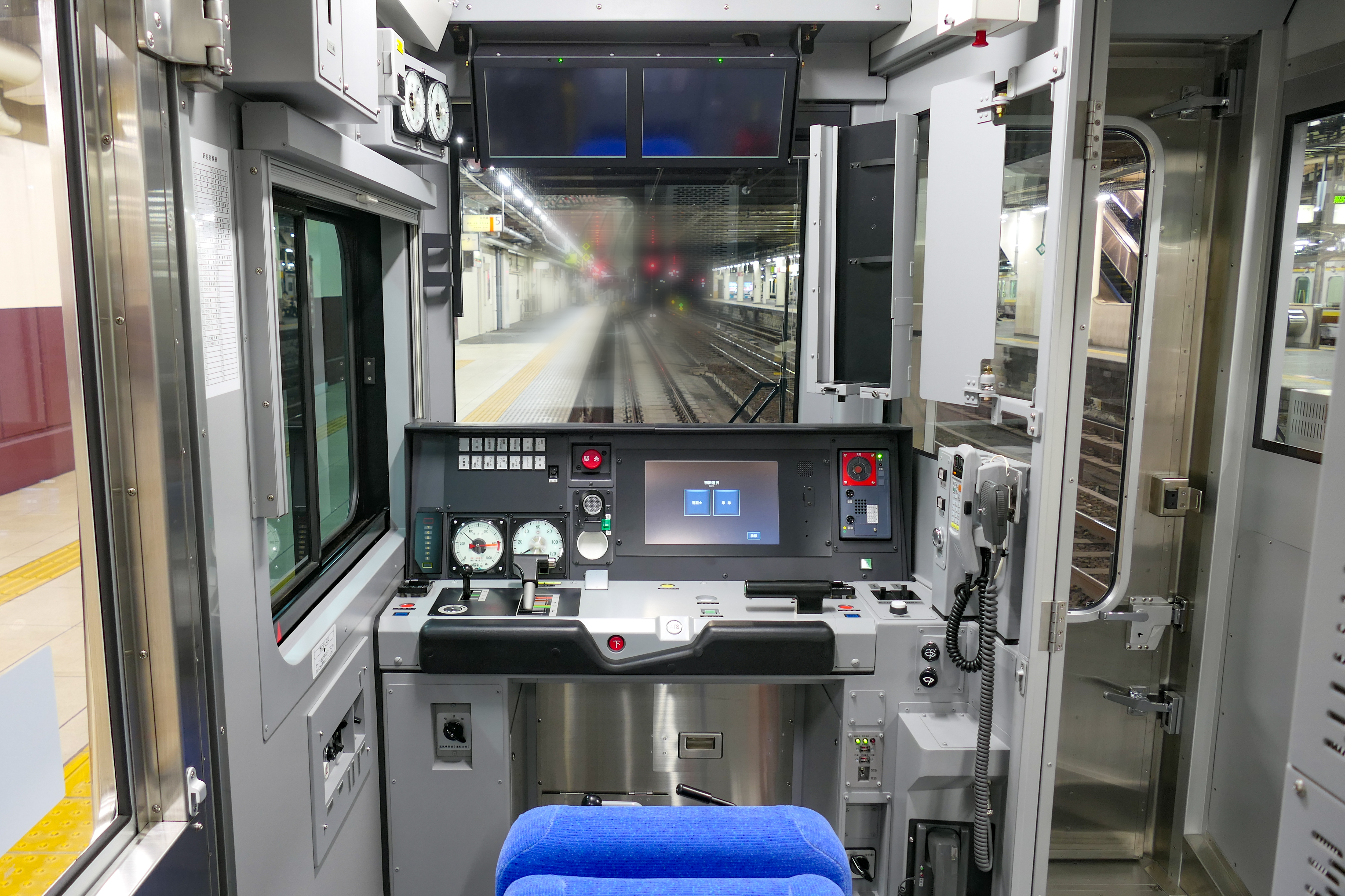
駕駛室（600番台）

### 800番台（仙石線用）
該列車由4節車廂組成，動拖比為2M2T。車體將加寬，車頭採用E131系特有的圓點圖案，車身配色部分沿用目前的205系3100番台。另外，列車改為非貫通式結構，不再設有貫通式車門，這是該列車區別於同一系列列車的一大外觀特徵。車廂內座椅寬度比205系列更大，由於車輛外觀線條顏色設計靈感來自仙石線沿線的海景，故所有座椅的背靠均是與車身相仿的配色。車內也將安裝監視器及17吋液晶顯示器（部分車門上方）來顯示多國語言之運行資訊和轉乘指南，以提升搭乘安全及乘坐品質。
800番台將製造14組4節車廂的列車（共56輛），預計2025年12月陸續投入營運以替代目前的205系電聯車，替換工作完成後，仙石線預計於2026年春季左右開始實施列車單人運轉。。

### 1000番台（鶴見線用）
JR東日本横濱支社在2023年7月24日宣佈E131系於鶴見線預計2023年冬季投入服務。
車輛設計採用海水藍色帶和路線顏色的黃色帶，車頭採用受歷代鶴見線車輛車輛顏色啟發的棕色和黃色圓點圖案。與之前的0、500、600番台不同，車身寬度為直體，寬度為2778毫米。車內為全長座椅規格，座椅表皮為藍黃兩色。車輛編組動拖比（MT）為1M：1T。

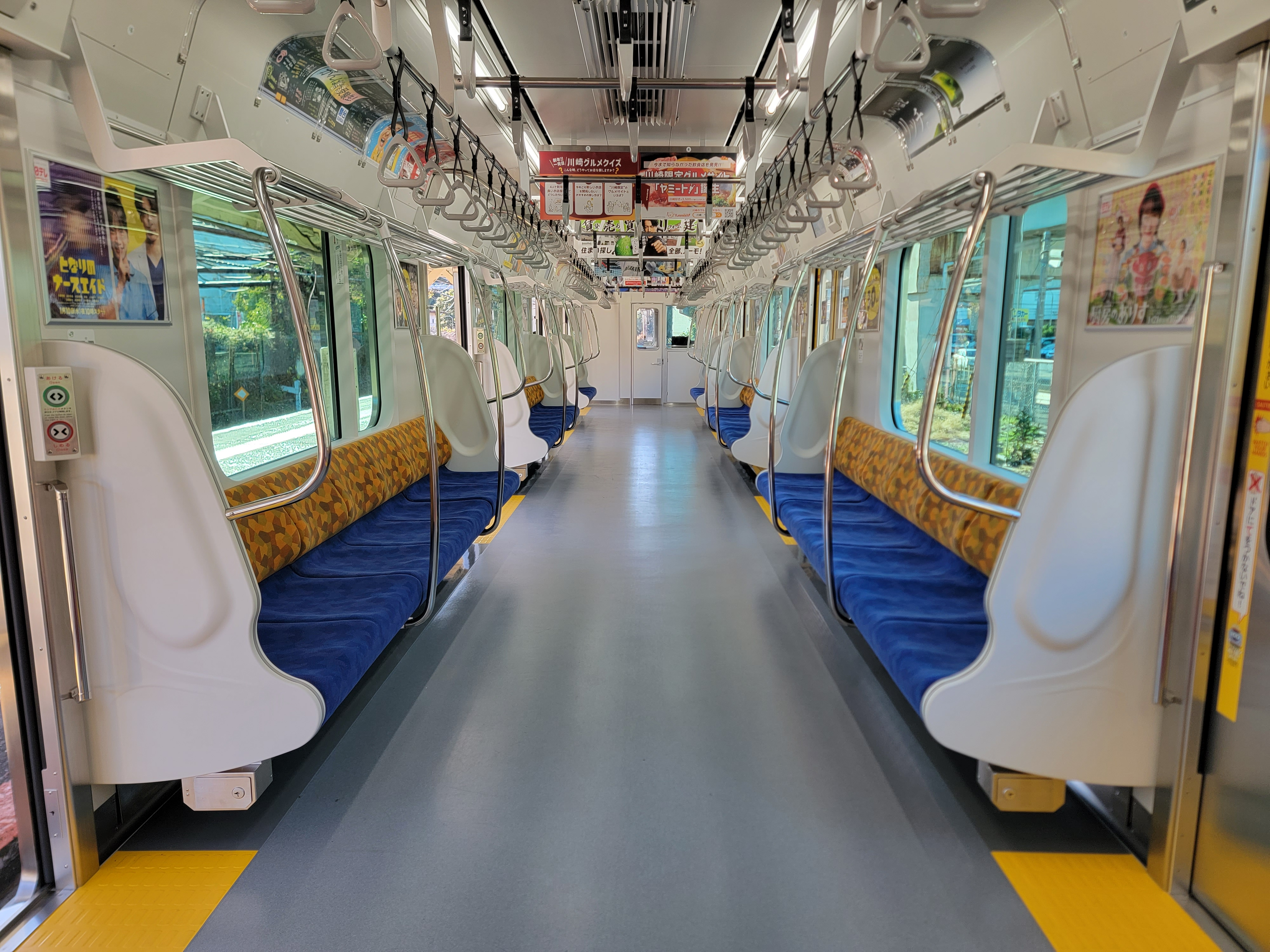
車內（1000番台）
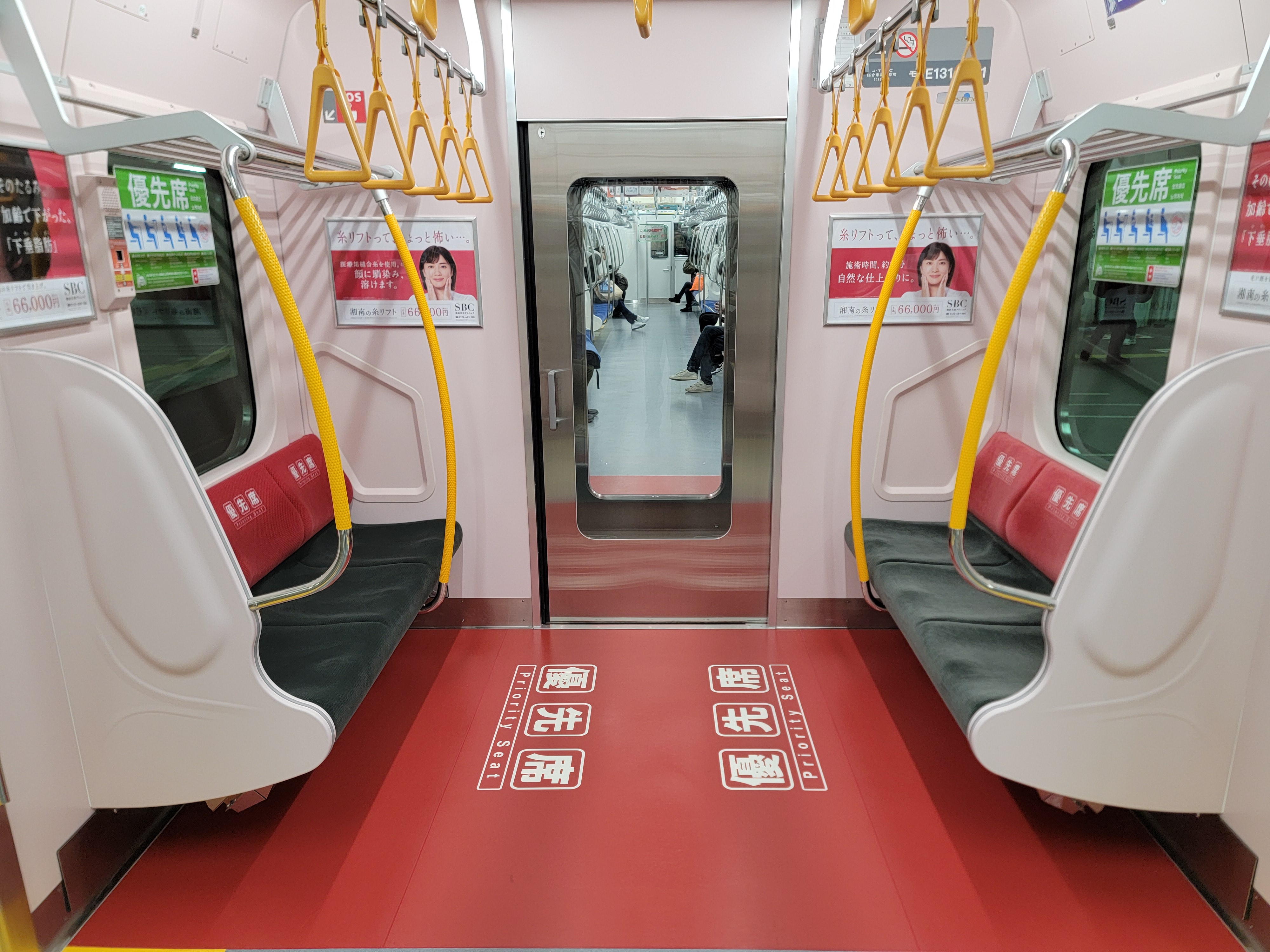
優先席（1000番台）
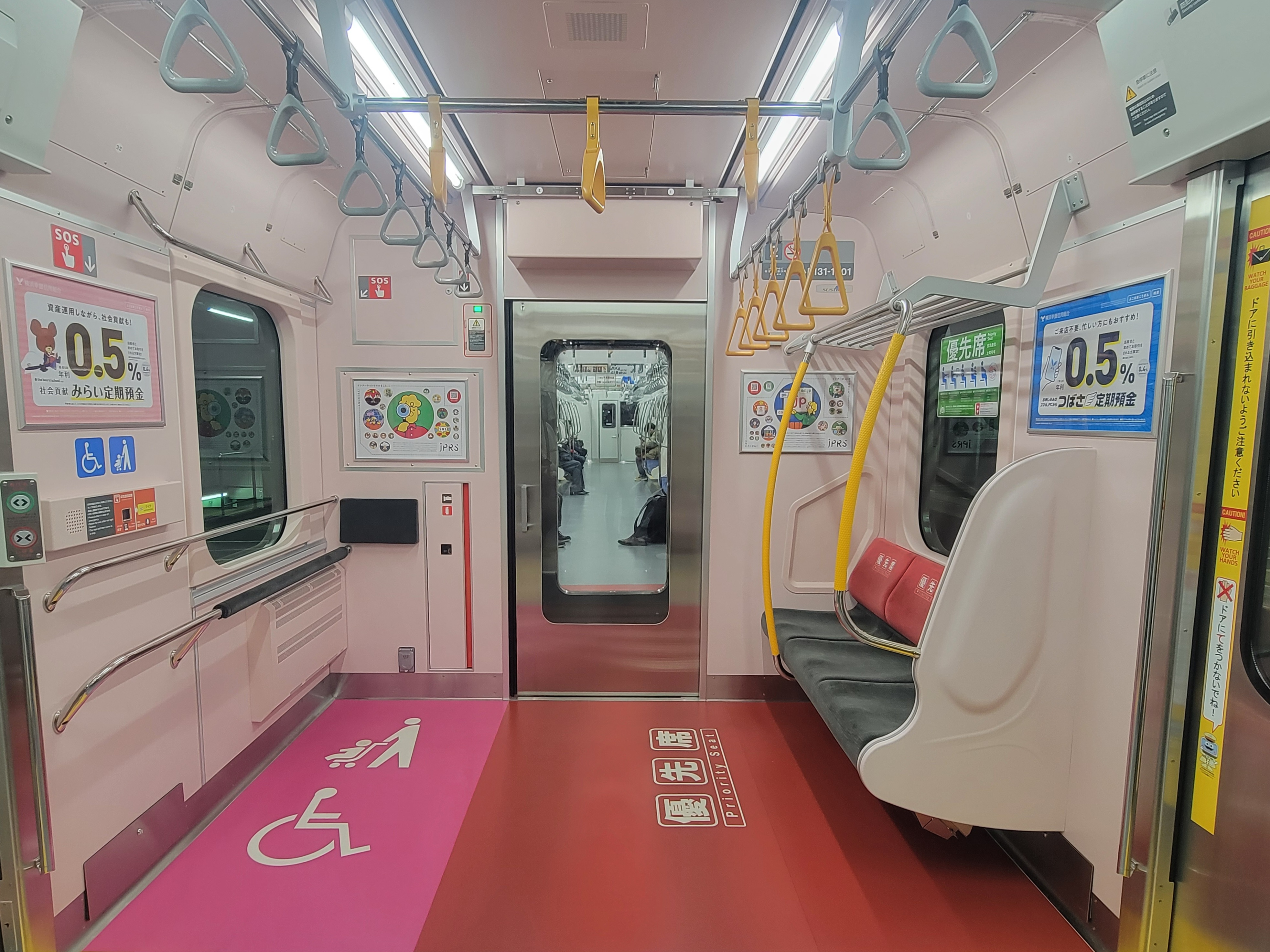
無障礙空間、優先席（1000番台）
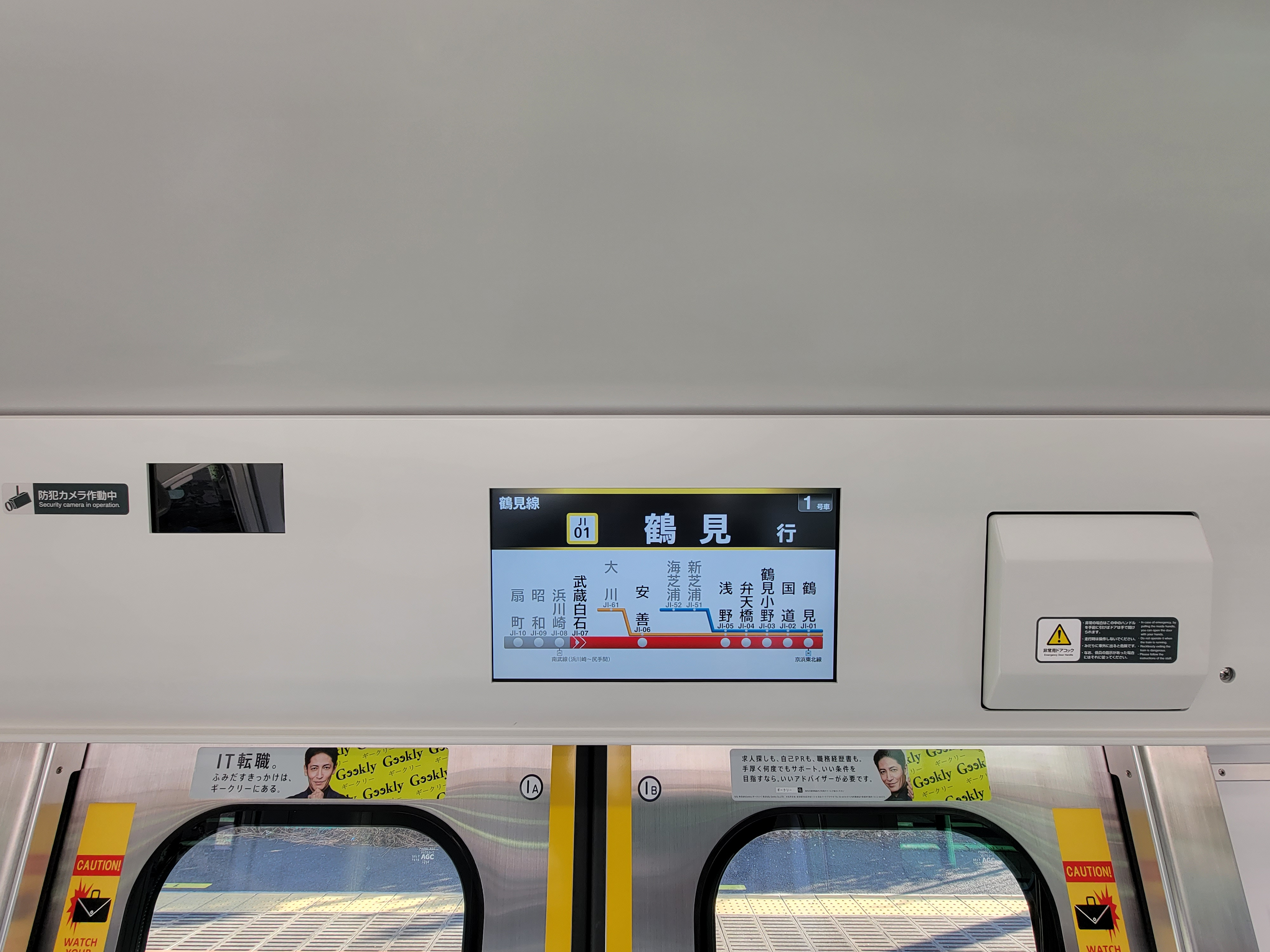
車內旅客資訊顯示器
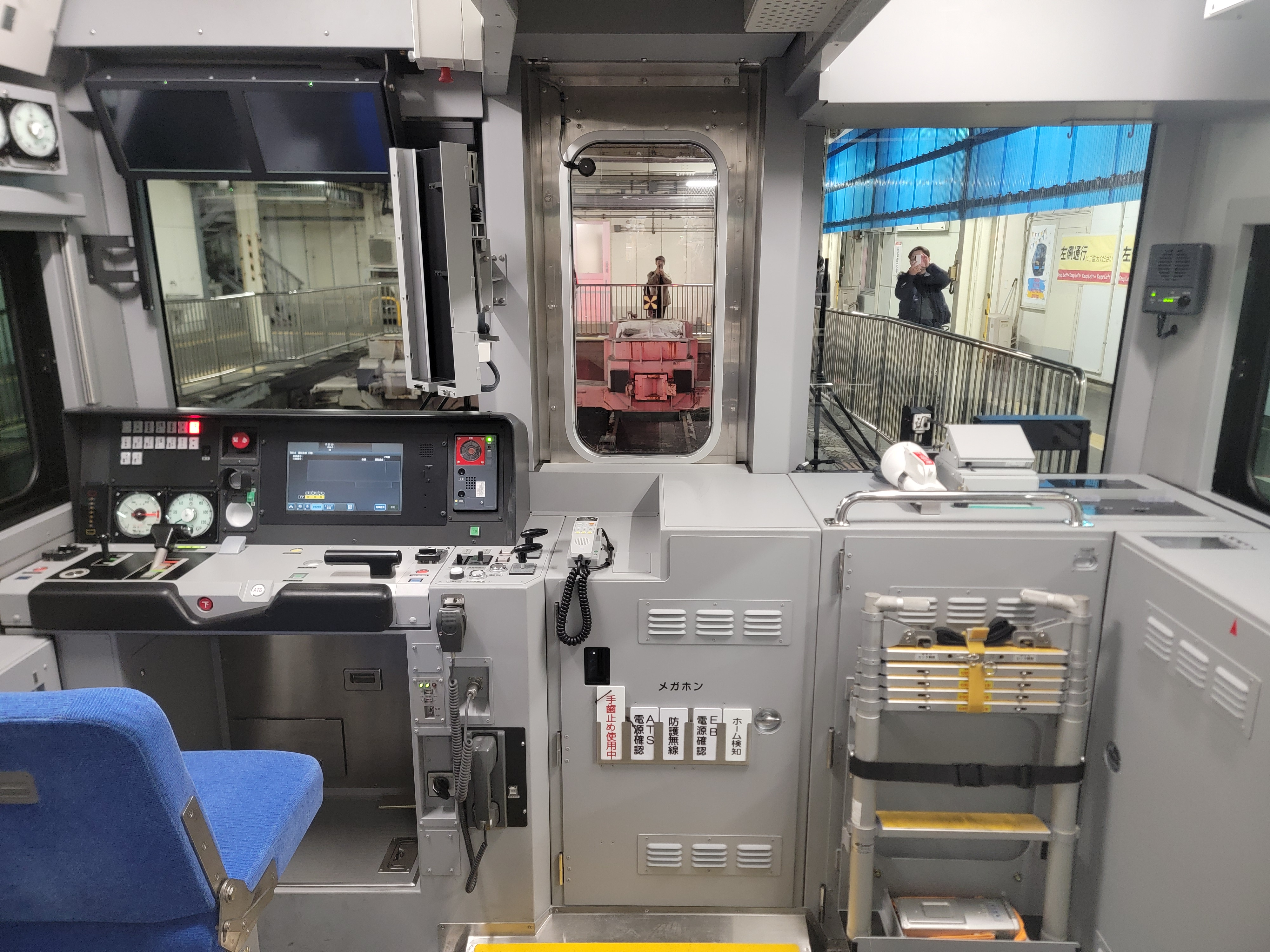
駕駛室（1000番台）
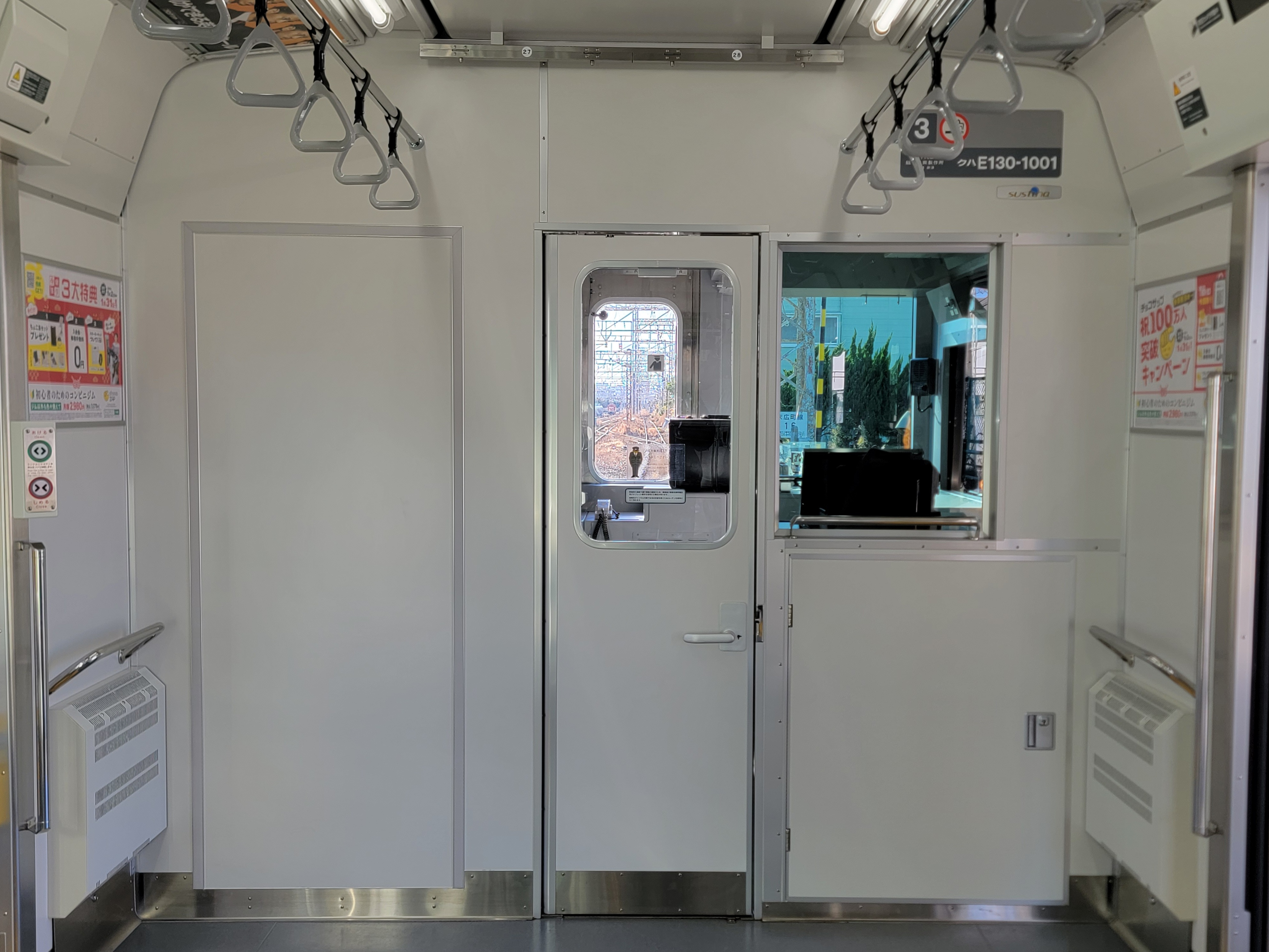
帶推門的駕駛室隔間（1000番台）

## 車輛年表
以下資料若無特別註記皆截至2025年（令和4年）4月，TN14與TN15編組於同一年之2月完工。
- 製造…新津：綜合車輛製作所新津事業所
- 配置…幕張：幕張車輛中心（日语：幕張車両センター）、國府津：國府津車輛中心（日语：国府津車両センター）、小山：小山車輛中心（日语：小山車両センター）、仙台宮城野：仙台車輛中心宮城野派出所（日语：仙台車両センター宮城野派出所）、鎌倉中原：鎌倉車輛中心中原支所（日语：鎌倉車両センター中原支所）

## 運用
直至2024年4月1日，E131系會/將會於以下路線使用

### 房總．鹿島地區
共有12列24輛（為2輛編成）的0番台和80番台正在營運中，全數車輛隸屬幕張車輛中心，於2021年3月13日開始運行。
- 内房線（木更津〜安房鴨川）[註 2]
- 外房線（上總一之宮〜安房鴨川）[註 2]
- 成田線（成田〜香取）[註 3]
- 鹿島線（香取〜鹿島神宮）

### 相模地區
共有12列48輛（為4輛編成）的500番台正在營運中，全數車輛隸屬國府津車輛中心，於2021年11月18日開始運行。
- 相模線（茅崎～橋本）
- 横濱線（橋本～八王子）[註 4][註 5]

### 宇都宮．日光地區
共有15列45輛（為3輛編成）的600番台正在營運中，全數車輛隸屬小山車輛中心，於2022年3月12日開始運行。
- 宇都宮線（小山～黑磯）
- 日光線（宇都宮～日光）

### 仙台地區
將有14列56輛（為4輛編成）的800番台將於2025年12月起陸續投入營運，車輛預計隸屬仙台車輛中心宮城野派出所。
- 仙石線